# 4. Panzer-Brigade (Wehrmacht)
Die Panzer-Brigade 4 war während des Zweiten Weltkriegs ein gepanzerter Kampfverband der Wehrmacht.

## Geschichte

### Aufstellung
Per Befehl des Generalstab des Heeres vom 6. November 1936 sollte im Jahr 1937 die 4. Phase des Heeresausbauprogramms durchgeführt werden, welche unter anderem die Aufstellung von acht neuen Panzerabteilungen als unabhängige Heerestruppen vorsah. Dies wurde möglich, da die leichten Panzertypen Pz.Kpfw. I und Pz.Kpfw. II inzwischen in größerer Stückzahl verfügbar waren.
Zwei der neuen Panzerabteilungen wurden zur Aufstellung des Panzer-Regiment 8 verwendet. Zusammen mit dem nunmehr von der 1. Panzer-Division kommenden Panzer-Regiment 7 stellten die beiden Verbände die Kampftruppen der am 10. November 1938 in Stuttgart durch den Wehrkreis V aufgestellten 4. Panzer-Brigade des V. Armee-Korps.

### Ausrüstung
Gemäß dem Kriegsstärkenachweis (K.St.N.) 1194 vom 1. Oktober 1194 verfügte ein Panzer-Regiment über einen Nachrichtenzug mit zwei Panzerbefehlswagen III und einem leichten Pz.Kpfw. II. Für den Einsatz durch das Regiment, gab es einen leichten Panzerzug (K.St.N. 1168) mit einem kleinen Panzerbefehlswagen und je zwei Pz.Kpfw I und II. Der Nachrichtenzug der beiden Abteilungen (K.St.N. 1195) führt zwei kleine Panzerbefehlswagen und einen Panzerkampfwagen III auf.
Die beiden Panzer-Abteilungen der beiden Panzer-Regimenter verfügten je über vier leichte Kompanien. Hierbei war die „leichte Panzerkompanie a“ gemäß K.St.N. 1175 jeweils die einzige Kompanie, welche über die noch seltenen Pz.Kpfw. III und Pz.Kpfw. IV verfügte. Als 1. Kompanie verfügte diese insgesamt über einen kleinen PzBefWg, drei Pz.Kpfw. II, elf Pz.Kpfw. I, drei Pz.Kpfw. III und vier Pz.Kpfw. IV. Die weiteren Kompanien (2., 3. und 4. Kompanie) waren gemäß dem Kriegsstärkenachweis 1171 als „leichte Panzerkompanie“ nur mit einem kleinen Pz.BefWg, sechzehn Pz.Kpfw. I und neun Pz.Kpfw. II ausgerüstet. Mit der Zuführung neuer Panzer aus der Produktion veränderte sich in der Zeit bis zum Beginn des Kriegs die Ausrüstung der Kampfverbände anteilig bei den Panzertypen.
Als die Wehrmacht die Tschechoslowakei besetzt und das sogenannte Protektorat Böhmen und Mähren entsteht, befiehlt der Generalstab des Heeres am 28. März 1939 die Aufstellung der 10. Panzer-Division, welche als Besatzungstruppe dienen soll. Hierbei wird das Panzer-Regiment 8 von der 4. Panzer-Brigade als künftiger Panzertruppenteil bestimmt.

### Einsatz

#### Polenfeldzug
Noch vor Beginn des Angriffskrieges gegen Polen am 1. September 1939 erfolgt die Umgliederung des Stabes der 4. Panzer-Brigade in den Stab der für Ostpreußen vorgesehenen Panzer-Division Kempf. So existiert während der Kämpfe zu Besetzung Polens keine 4. Panzer-Brigade. Die Division verfügt in der Gliederung zum 1. September nur über drei Kompanien in der I. und II. Abteilung des Panzer-Regiment 7. Als Ausrüstung stehen 61 Pz.Kpfw. I, 81 Pz.Kpfw. II, 3 Pz.Kpfw. III und 9 Pz.Kpfw. IV zur Verfügung. Weiterhin sind 10 Panzerbefehlswagen verfügbar.

#### Frankreichfeldzug
Nach Abschluss der Kämpfe in Polen Mitte Oktober 1939 wird die Panzer-Division Kempf aufgelöst und der Divisions-Stab wieder zum Stab der 4. Panzer-Brigade. Die Brigade führt von nun an die beiden Panzerregimenter der 10. Panzer-Division. Gemeinsam mit der 1. und 2. Panzer-Division dem XIX. (19.) Panzer-Korps unterstellt, gehört die Division anfänglich zum südlichen Angriffskeil der Panzergruppe von Kleist. In Summe kommt die Brigade bei Beginn des Angriffs auf einen Bestand von 44 Pz.Kpfw. I, 113 Pz.Kpfw. II, 58 Pz.Kpfw. III, 32 Pz.Kpfw IV und 18 Panzerbefehlswagen.

#### Unternehmen Barbarossa
Beim Angriff auf die Sowjetunion im Jahr 1941 stand die 10. Panzer-Division mit der 4. Panzer-Brigade an der Ostfront und kämpfte bei der Schlacht um Moskau zunächst in der Kesselschlacht bei Białystok und Minsk. In der anschließenden Kesselschlacht bei Smolensk stieß die Brigade am weitesten nach Osten. Ein weiteres offensives Vorgehen war aber durch weiträumig angelegte Panzergräben nicht möglich.
Die Brigade konnte jedoch Jelnja erobern und es gelang ihr die Brücken über die Desna unbeschädigt zu nehmen und zu halten.

#### Auflösung
Im Winter 1941/42 wurde die 4. Panzer-Brigade aufgelöst.

## Kommandeure (Auswahl)
- Oberst/Generalmajor Werner Kempf: von der Aufstellung bis 14. Oktober 1939
- Generalmajor Franz Landgraf: vom 15. Oktober 1939 bis 6. Januar 1941
- Generalleutnant Bruno von Hauenschild: von Mitte April 1941 bis zur Auflösung im Winter 1941/42

## Gliederung 1940
- Panzer-Regiment 7
- Panzer-Regiment 8, bis August 1940

## Bekannte Brigadeangehörige
- Botho Henning Elster: Kommandeur des Panzer-Regiment 8